# جو بايفر
جوزيف أوليفر بايفر (بالإنجليزية: Joseph Oliver Pyfer؛ مواليد 17 سبتمبر 1996) هو مُقاتل فنون قتالية مختلطة أمريكي.

## وصلات خارجية
- جو بايفر على موقع يو إف سي (الإنجليزية)
- جو بايفر على موقع شيردوغ (الإنجليزية)
- جو بايفر على موقع Tapology.com (الإنجليزية)